# (501581) 2014 OB394
(501581) 2014 OB394 est un objet transneptunien faisant partie du disque des objets épars découvert en 2012.

## Caractéristiques
(501581) 2014 OB394 mesure environ 264 km de diamètre.

## Historique
L'observation de 2014 a été la première rapportée au MPC, c'est pourquoi la désignation provisoire n'est pas celle de 2012.